# Johann von Staupitz
Johann von Staupitz, född 1465 i Grimma , död 28 december 1524 i Salzburg, var Martin Luthers vän och gynnare. 
Staupitz härstammade från en adlig släkt i kursachsiska kretsen. Han tillhörde augustineremiternas orden och kallades 1503 till det nyupprättade universitetet i Wittenberg som professor i bibelkunskap och förste dekan för teologiska fakulteten. Mesta betydelsen fick han som generalvikarie för den reformerade delen av sin orden efter Andreas Proles. År 1504 sammanfattade han och tryckte ordenskonstitutionerna och arbetade vidare på ordens reform. Ett försök att lägga även de icke reformerade tyska klostren till den reformerade grenen misslyckades efter fleråriga förhandlingar till följd av Erfurts och sex andra konvents motstånd, trots att ordensgeneralen Egidio Canisio och påven själv stödde Staupitz. Det var denna strid som 1510 förde Luther till Rom som Staupitz sändebud till påven.
Staupitz världshistoriska betydelse ligger i den hjälp som han under en visitation i Erfurts kloster gav den om sin själs frälsning förtvivlade munken Luther. Hur långt han hjälpte Luther på väg mot den evangeliska insikten om syndaförlåtelsens nåd genom tro utan gärningar är meningarna delade; Luther själv intygar att Staupitz var den som räddade honom och som gjort honom större tjänst än någon annan människa: "Om det inte varit för d:r Staupitz hade jag ramlat ned i helvetet."
Det var också Staupitz som för Luther öppnade vägen till en större framtid genom att placera honom som professor i Wittenberg, 1508 i filosofi och 1512 i bibelkunskap i stället för Staupitz själv, som då drog sig tillbaka från universitetet och flyttade till Sydtyskland. Även på Hans Denk inverkade Staupitz med sin innerliga humanistisk-bernhardinskt färgade mystik. När kampen mot Luther började, beskyddade Staupitz sin munk i Heidelberg och Augsburg, men fick själv sin ställning så rubbad att han 1520 nedlade sitt ämbete som generalvikarie. Han kände att Luther hade rätt, och uppträdde inte mot honom, men han ville inte heller följa honom i brytningen med Rom, både av bristande mod och av kärlek till sin kyrka. Som hovpredikant hos kardinalärkebiskopen Matthäus Lang i Salzburg pressades han allt hårdare av romerska misstankar, till dess han med påvligt medgivande utträdde ur sin orden och blev abbot i benediktinklostret S:t Peter i Salzburg samt avgav ett betänkande 1523 mot Johann Agricola, vari han krävde inkvisition och bestraffning av lutheranerna. Dock bevarade han alla Luthers skrifter och förblev väl i hemlighet dennes anhängare till sin död. Några skrifter finns bevarade av honom, burna av medeltida mystik och augustinsk fromhet.